# Марія-Воля
Марія-Во́ля — село в Україні, у Зимнівській сільській територіальній громаді Володимирського району Волинської області. Населення становить 84 осіб.

## Загальні дані
Населення становить 418 осіб. Кількість дворів  — 29.
В селі працює фельдшерсько-акушерський пункт.
Здійснюється прийом мовлення таких телеканалів: УТ-1, 1+1, Інтер, СТБ, Обласне телебачення, АТМ «Володимир», Новий, ТРК «Україна», 5 канал, НТН, Мегаспорт, ICTV, Тоніс, TVP, Polsat.
Село газифіковане. Дорога з твердим покриттям в незадовільному стані. Наявне постійне транспортне сполучення з районним та обласним центрами.

## Географія
Село розташоване на правому березі річки Луга.

## Історія
Село Марія-Воля засноване у 1905 р. Розпорядженням володимирського повітового старости В.Дрояновського № 6686/28 від 16 серпня 1929 р. утворено громаду Марʼя-Воля у гміні Микуличі.
У серпні 2015 року село увійшло до складу новоствореної Зимнівської сільської громади.
12 червня 2020 року, відповідно до розпорядження Кабінету Міністрів України № 708-р «Про визначення адміністративних центрів та затвердження територій територіальних громад Волинської області», увійшло до складу Зимнівської сільської територіальної громади.
19 липня 2020 року, в результаті адміністративно-територіальної реформи та ліквідації  Володимир-Волинського району(1940—2020), село увійшло до новоутвореного Володимир-Волинського району (від 18 липня 2022 Володимирського).

## Населення
Згідно з переписом УРСР 1989 року чисельність наявного населення села становила 77 осіб, з яких 38 чоловіків та 39 жінок.
За переписом населення України 2001 року в селі мешкали 84 особи.

### Мова
Розподіл населення за рідною мовою за даними перепису 2001 року:
| Мова       | Відсоток |
| ---------- | -------- |
| українська | 97,62 %  |
| російська  | 2,38 %   |

## Пам'ятки
Між селами Марія-Воля, Хмелів і Нехвороща знаходиться лісовий заказник місцевого значення Нехворощі

## Відомі люди
- Колодійчук Євген Сергійович — український письменник-гуморист, пісняр.
- Струк Зінаїда Олександрівна — депутат Верховної Ради УРСР 9-го скликання.